# Vườn quốc gia Basket Swamp
Vườn quốc gia Basket Swamp là một vườn quốc gia ở bang New South Wales, Úc, cách thành phố Tenterfield 15 km về phía đông bắc và cách thành phố Sydney 558 km về phía bắc.
Vườn quốc gia này có diện tích 28,20 km² và được thành lập ngày 1.1.1999. Tên vườn được đặt theo tên khu đất trũng úng nước ở góc phía tây của vườn.